# Adolf von Wolff-Metternich zur Gracht
Adolf Freiherr von Wolff-Metternich zur Gracht (* 4. September 1618; † 25. September 1641 in Siena) war Domherr in Münster und Malteserritter.

## Leben

### Herkunft und Familie
Adolf Freiherr von Wolff gen. Metternich entstammte dem westfälischen Adelsgeschlecht von Wolff-Metternich und war der Sohn des Hofbeamten Johann Adolf Wolff Metternich zur Gracht (1592–1669) und dessen Gemahlin Maria Katharina von Hall zu Strauweiler, die er im Jahre 1615 geheiratet hatte. Adolf hatte 15 Geschwister:
- Degenhard Adolf (1616–1668, Amtmann von Lechenich, Inhaber der Stammburg Gracht, Vater des Fürstbischofs Franz Arnold)
- Sophia Maria (1619–1625, Augustinerchorfrau im Stift Schillingscapellen)
- Anna Adriana (1621–1698, Kanonisse, Äbtissin zu St. Maria im Kapitol in Köln)
- Hieronymus (1623–1680, Domherr in Worms, Malteserritter, Amtmann von Lechenich)
- Johann Wilhelm (1624–1694, Domdekan in Mainz, Dompropst in Mainz, Paderborn und Münster)
- Hermann Werner (1625–1704, Fürstbischof von Paderborn)
- Sophia Margaretha (1627–1647, ⚭ 1644 mit Adolf von Gymnich)
- Ignatius (1630–1688, Domdekan in Speyer)
- Maria Catharina Franziska (1631–1669, Augustinerchorfrau im Stift Schillingscapellen)
- Anselm (1633–1634)
- Lucia (1634–1691, ⚭ Dietrich Adolf von Metternich zu Winnenburg)
- Franz Wilhelm (1636–1654, Soldat, fiel in Kreta, im Kampf gegen die Türken)
- Maria Agnes Theresia (1637–1701, Nonne in Nonnenwerth)
- Gutta Maria (1639–1692, Augustinerchorfrau im Stift Schillingscapellen)
- Ferdinand Ernst (1642–1680, Domdekan in Osnabrück)

### Wirken
Am 28. Mai 1629 kam Adolf mit der Aufschwörung in den Besitz der münsterschen Dompräbende. Sein Vater bat das Domkapitel mit Schreiben vom 20. Juli 1641 um Zustimmung zur beabsichtigten Resignation seines Sohnes, der sich für den Malteserorden entschieden habe. Das Domkapitel stimmte dem Verzicht mit der Übertragung der Präbende auf einen seiner Brüder zu.